# Joaquim da Luz
Joaquim da Luz (Algarve, 8 de Setembro de 1946-30 de Janeiro de 2013) foi um pintor retratista português.
Autodidacta, criado no Alentejo, mudou-se para o Funchal, Madeira, em 1987, tendo causado admiração o facto de executar trabalhos em público como forma de divulgação do seu trabalho, mas também pela qualidade dos retratos que fazia.
colaborou com os jornais locais e televisão, como por exemplo os programas realizados por Lília Bernardes ou Maria Aurora.
Entre os pintores que mais admira, para além do clássico Rembrandt, encontram-se Salvador Dali, Paula Rego, Henrique Medina ou Eduardo Malta.